# Jean Lafitte (Louisiana)
Jean Lafitte is een plaats (town) in de Amerikaanse staat Louisiana, en valt bestuurlijk gezien onder Jefferson Parish. Ze is genoemd naar de gelijknamige boekanier die in 1814 een belangrijke rol speelde bij de Slag bij New Orleans.

## Demografie
Bij de volkstelling in 2000 werd het aantal inwoners vastgesteld op 2137.
In 2006 is het aantal inwoners door het United States Census Bureau geschat op 2195, een stijging van 58 (2.7%).

## Geografie
Volgens het United States Census Bureau beslaat de plaats een oppervlakte van
16,2 km², waarvan 15,5 km² land en 0,7 km² water.

## Plaatsen in de nabije omgeving
De onderstaande figuur toont nabijgelegen plaatsen in een straal van 20 km rond Jean Lafitte.